# Amietia inyangae
Amietia inyangae är en groddjursart som först beskrevs av John C. Poynton 1966.  Amietia inyangae ingår i släktet Amietia och familjen Pyxicephalidae. IUCN kategoriserar arten globalt som starkt hotad. Inga underarter finns listade i Catalogue of Life.